# Otávio Lobo
João Otávio Lobo, ou apenas Otávio Lobo, (Santa Quitéria, 4 de novembro de 1892 – Fortaleza, 30 de outubro de 1962) foi um médico, professor e político brasileiro, outrora deputado federal pelo Ceará.

## Dados biográficos
Filho de Manuel Alves da Fonseca Lobo e Laura de Carvalho Lobo. Médico diplomado pela Universidade Federal do Rio de Janeiro, em 1918, cursou Tuberculose Pulmonar na Universidade Humboldt de Berlim e Radiologia no Centro Médico da Universidade de Columbia. Professor da Faculdade de Direito do Ceará, antecessora da Universidade Federal do Ceará nas cátedras de Psicopatologia e de Medicina Legal, ministrando esta última disciplina também na Faculdade de Farmácia e Odontologia do Ceará.
Membro do Colégio Americano de Médicos do Tórax, do Centro Médico Cearense e da Academia Cearense de Letras, a partir de 1946 foi secretário de Saúde e depois secretário de Justiça no governo do Ceará, cargos mantidos até pouco antes de eleger-se deputado federal pelo PSD em 1950, abandonando a política ao final do mandato.